# IC 4967
IC 4967 est une galaxie spirale barrée située dans la constellation du Paon. Sa vitesse par rapport au fond diffus cosmologique est de 4 066 ± 6 km/s, ce qui correspond à une distance de Hubble de 60,0 ± 4,2 Mpc (∼196 millions d'al). Cette galaxie a été découverte par l'astronome américain DeLisle Stewart en 1900.

## Groupe de NGC 6876
Selon A. M. Garcia, IC 4967 fait partie du groupe de NGC 6876. Ce groupe de galaxies renferme au moins dix membres. Les autres galaxies du groupe sont NGC 6876, NGC 6877, NGC 6880, IC 4899, IC 4981, IC 4992, PGC 64439, PGC 64472 et PGC 64474.